# Anisoplia armeniaca
Anisoplia armeniaca är en skalbaggsart som beskrevs av Ernst Gustav Kraatz 1883.
Anisoplia armeniaca ingår i släktet Anisoplia och familjen Rutelidae. Inga underarter finns listade i Catalogue of Life.